# IC 5179
IC 5179 је спирална галаксија у сазвјежђу Ждрал која се налази на листи објеката дубоког неба у Индекс каталогу.
Деклинација објекта је - 36° 50' 41" а ректасцензија 22h 16m 9,0s. Привидна величина (магнитуда) објекта IC 5179 износи 11,5 а фотографска магнитуда 12,3. Налази се на удаљености од 44,244 милиона парсека од Сунца. IC 5179 је још познат и под ознакама IC 5183, IC 5184, ESO 405-5, MCG -6-48-31, IRAS 22132-3705, AM 2213-370, PGC 68455.